# AS Adema
Association Sportive ADEMA Analamanga w skrócie AS Adema – madagaskarski klub piłkarski z siedzibą w Antananarywie, występujący niegdyś w pierwszej lidze madagaskarskiej.
Do tej drużyny należy rekord pod względem najwyższej wygranej i ilości zdobytych bramek w jednym meczu. Mecz z klubem SO de l'Emyrne zakończył się wynikiem 149:0. Zdobyli mistrzostwo THB Champions League czterorotnie, w 2002, 2006, 2012 i 2021. W 2002 roku awansowali do ćwierćfinału Pucharu CAF przegrywając w nim z drużyną Al-Masry Port Said.

## Sukcesy
- I liga[2]:
  - mistrzostwo (4):  2002, 2006, 2012, 2021

- Puchar Madagaskaru[3]:
  - zwycięstwo (4):  2007, 2008, 2009, 2010

- Superpuchar Madagaskaru[3]:
  - zwycięstwo (2):  2006, 2008

## Występy w afrykańskich pucharach
| Sezon | Rozgrywki           | Runda       | Kraj                          | Klub                  | Dom | Wyjazd | Dwumecz |
| ----- | ------------------- | ----------- | ----------------------------- | --------------------- | --- | ------ | ------- |
| 2002  | Puchar CAF          | wstępna     | Reunion                       | JS Saint-Pierroise    | 1–0 | 1–2    | 2–2     |
| 2002  | Puchar CAF          | 1           | Tanzania                      | Mtibwa Sugar FC       | 1–0 | 1–2    | 2–2     |
| 2002  | Puchar CAF          | ćwierćfinał | Egipt                         | Al-Masry Port Said    | 0–1 | 0–2    | 0–3     |
| 2003  | Liga Mistrzów       | wstępna     | Reunion                       | SS Saint-Louisienne   | 1–0 | 0–3    | 1–3     |
| 2007  | Liga Mistrzów       | wstępna     | Seszele                       | Anse Réunion FC       | 0–0 | 3–0    | 3–0     |
| 2007  | Liga Mistrzów       | 1           | Demokratyczna Republika Konga | TP Mazembe            | 2–2 | 1–4    | 3–6     |
| 2008  | Puchar Konfederacji | wstępna     | Tanzania                      | Young Africans SC     | 1–0 | 0–2    | 1–2     |
| 2009  | Puchar Konfederacji | wstępna     | Mauritius                     | AS de Vacoas-Phoenix  | 0–1 | 1–1    | 1–2     |
| 2010  | Puchar Konfederacji | wstępna     | Zimbabwe                      | Lengthens FC          | 0–0 | 1–2    | 1–2     |
| 2011  | Puchar Konfederacji | wstępna     | Mozambik                      | CD Maxaquene          | 0–0 | 1–1    | 1–1     |
| 2011  | Puchar Konfederacji | 1           | Południowa Afryka             | Bidvest Wits FC       | 2–0 | 1–1    | 3–1     |
| 2011  | Puchar Konfederacji | 2           | Maroko                        | Difaâ El Jadida       | 1–0 | 0–3    | 1–3     |
| 2013  | Liga Mistrzów       | wstępna     | Angola                        | CD Primeiro de Agosto | 1–0 | 2–4    | 3–4     |
| 2016  | Puchar Konfederacji | wstępna     | Zimbabwe                      | Harare City FC        | 1–3 | 2–3    | 3–6     |

## Stadion
Domowe mecze klub rozgrywa na stadionie o nazwie Stade Municipal de Mahamasina w Antananarywie, który może pomieścić 20000 widzów.